# Charles Philippe Aubry
Charles Philippe Aubry foi um soldado francês e administrador colonial, que serviu como governador da Luisiana duas vezes.

## Carreira
Aubry iniciou a sua carreira militar em 1742, quando foi comissionado como segundo tenente no Regimento de Infantaria de Lyonnais. Depois de servir na Guerra de Sucessão Austríaca como oficial de granadeiros, Aubry deixou a França para assumir uma comissão como capitão de tropas coloniais na Luisiana. Durante a Guerra Franco-Indígena, ele foi o comandante das forças francesas na batalha de Fort Ligonier. Mais tarde ele foi capturado e preso pelos britânicos após a derrota francesa na batalha de La Belle-Famille e levado para Nova Iorque. Após a sua libertação, ele foi feito Chevalier de St. Louis e comandante militar da Luisiana.
Aubry sucedeu Jean-Jacques Blaise d'Abbadie como governador colonial da Luisiana em 1765, depois que d'Abbadie morreu no cargo. Durante seu mandato, ele se reuniu com membros da comunidade acadiana exilada de Beausoleil e os incentivou a se estabelecer no território de Attakapas, onde havia pastagens abundantes disponíveis para o desenvolvimento de uma indústria pecuária local. Aubry foi seguido como governador pelo espanhol Antonio de Ulloa após a derrota da França na Guerra dos Sete Anos, e serviu como governador interino novamente após a expulsão deste na Rebelião da Luisiana de 1768. Após a chegada de um governador espanhol substituto, Alejandro O'Reilly, Aubry teria fornecido a ele os nomes de alguns dos conspiradores da rebelião. Logo depois, Aubry partiu para a França no Père de Famille, mas morreu em um naufrágio à vista da costa francesa.
Em 1920, a cidade de Nova Orleans nomeou uma rua em homenagem a ele (Aubry Street), a uma quadra da D'Abadie Street.